# شورای عالی بازسازی ملی کره
شورای عالی بازسازی ملی کره ، در ابتدا به نام کمیته نظامی انقلاب دولت موقت نظامی پس از کودتا تا زمان ایجاد جمهوری سوم کره در سال ۱۹۶۳ بود. این دولت عملاً به افسران نظامی متکی بود که در کودتای ۱۶ می شرکت کرده بودند و جمهوری دوم کره را سرنگون کرده بودند. این شورا ابتدا توسط چانگ دو یونگ و سپس پارک چانگ هی هدایت می‌شد. رئیس‌جمهور وقت در جمهوری دوم، یون پونو، به عنوان یک سرپرست تا تشکیل جمهوری سوم باقی ماند.